# オクラスープ

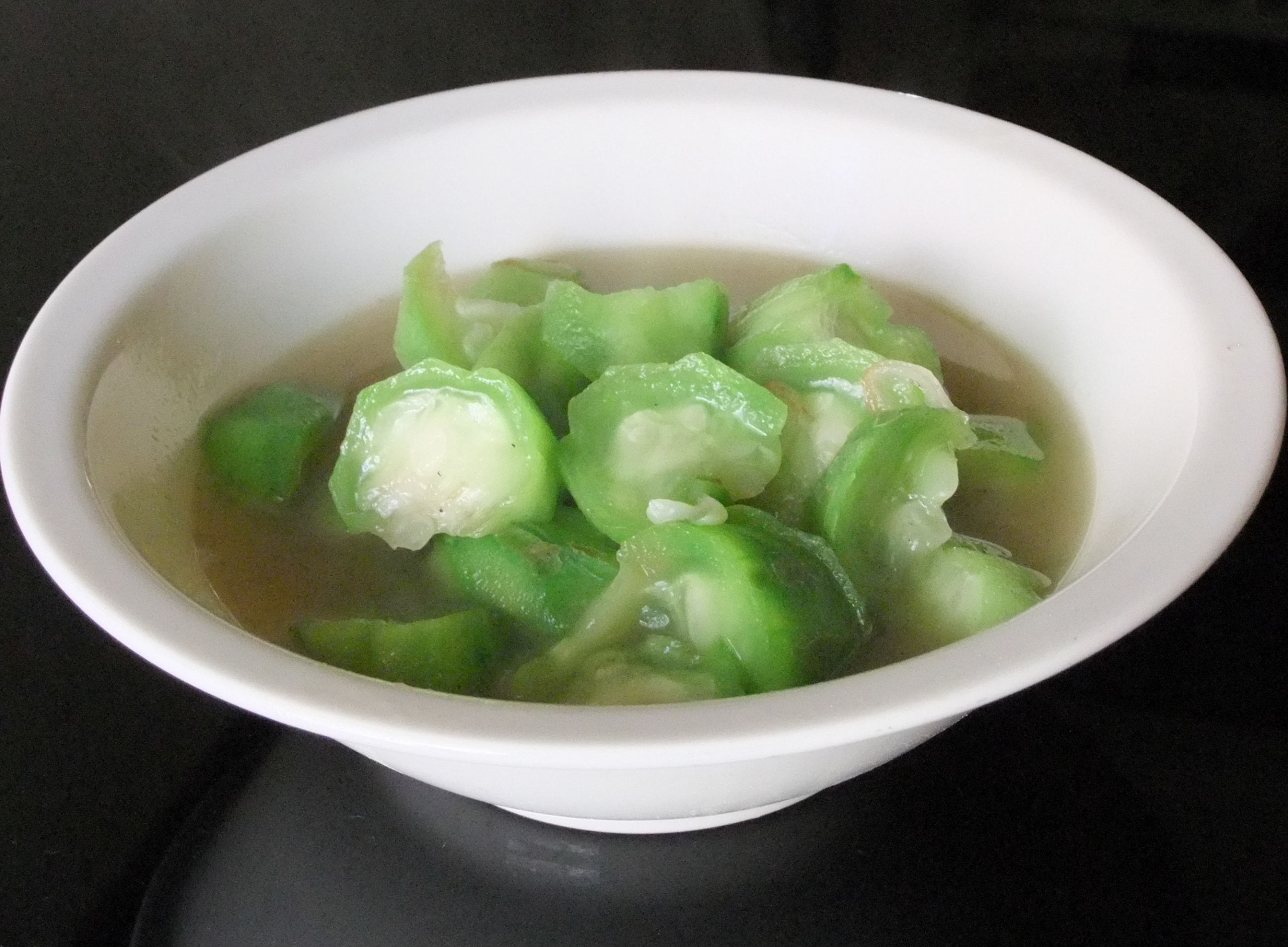
インドネシアのsayur oyong

オクラスープ (英語: okra soup) は、オクラを主材料に使ったスープである。モロヘイヤ等の他の野菜を加えることもある。使用するオクラの品種によって、澄んだスープにもオクラそのものの色のような緑色のスープにもなる。オクラ及びそのスープは、滑りやすくぬるぬるした口当たりになる。オクラは、アメリカ合衆国のガンボ等のように、他のスープやシチューに用いられることもある。

## ナイジェリア
ナイジェリアでは、オクラスープは高級料理で、ヨルバ人、イボ人、エフィク人、ハウサ人、その他の民族に食べられている。ヨルバ人は、obe llaと呼ぶ。

## 中国
中華人民共和国では、オクラスープは「家庭料理としてしばしば食べられる」と言われる。中国のオクラ（トカドヘチマ）は、西側四国で一般的に用いられる品種のオクラとはかなり違うものである。

## インドネシア
インドネシアでは、sayur oyongと呼ばれる。透明な鶏出汁を用い、ビーフン（米麺）、ソーフン（豆麺）、スライスしたバクソ（牛肉のすりみ）等が入れられる。

## 日本
日本では、オクラや長芋は、味噌汁の具材として用いられる。

## アメリカ合衆国
アメリカ合衆国では、オクラスープの最初のレシピは、1824年に出版されたThe Virginia Housewifeに掲載され、この後、多くの料理本に掲載されるようになった。1800年代末、オクラスープのレシピはニューヨーク・タイムズ誌にも良く掲載された。アメリカ合衆国のオクラスープは、缶詰、冷凍または生のオクラを用いる。ジョージア州サバンナやサウスカロライナ州チャールストンの伝統的なスープである。

## ギャラリー

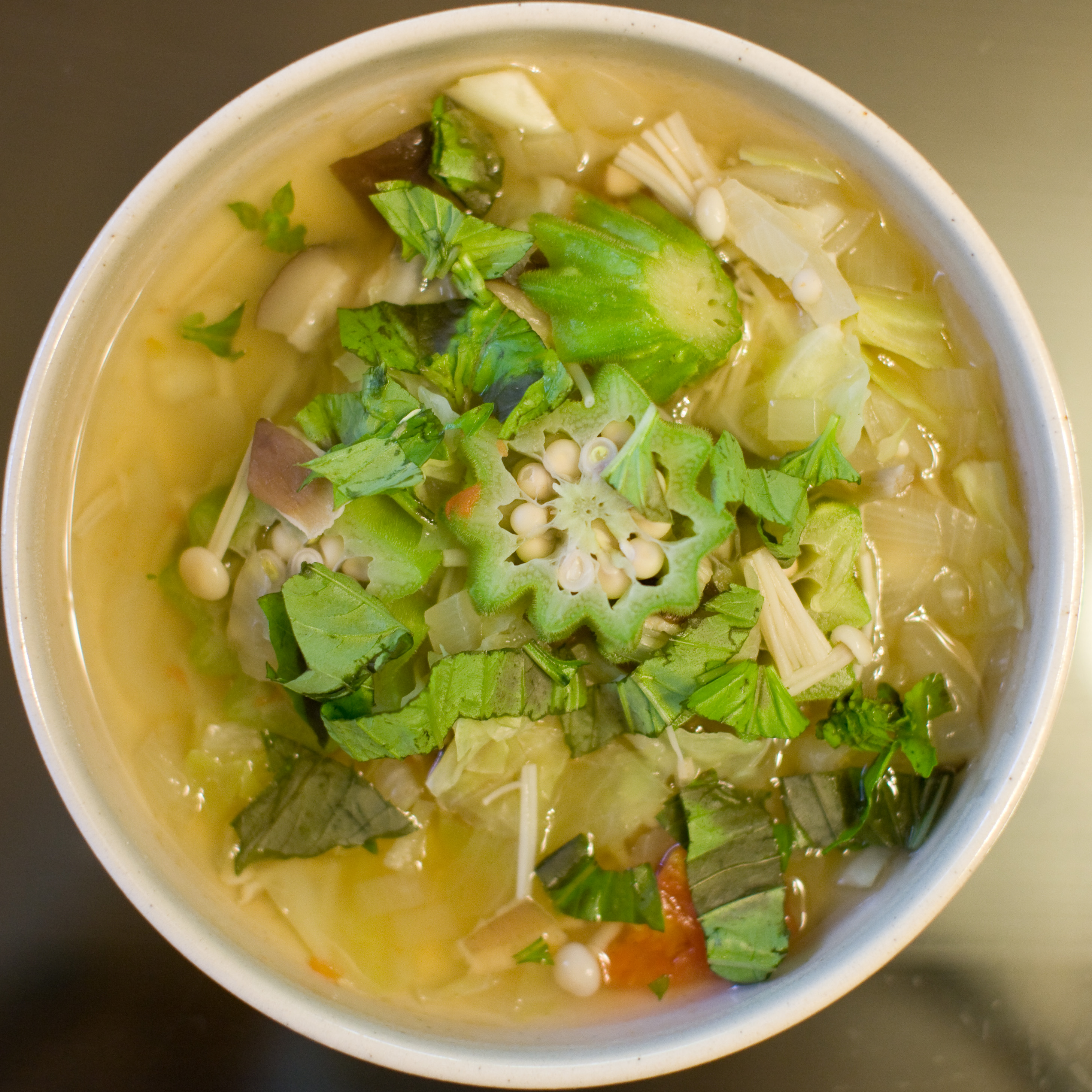
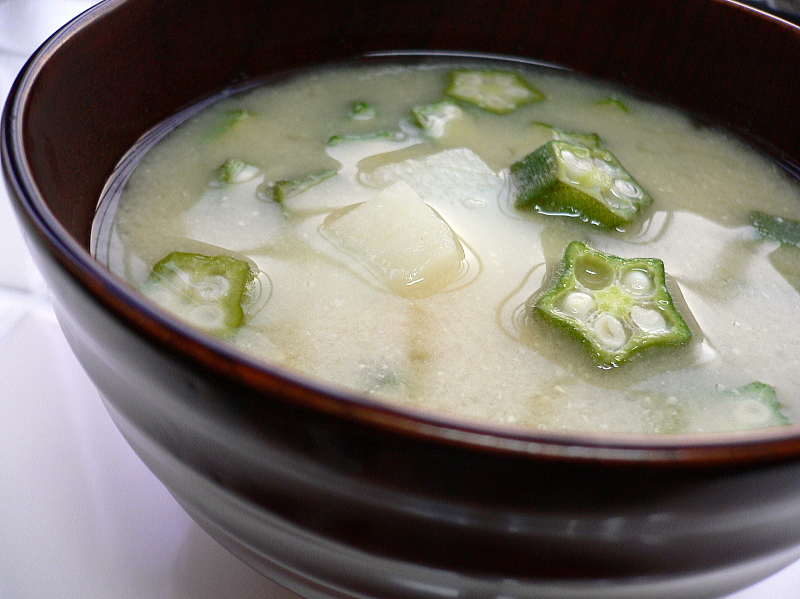
オクラと長芋の味噌汁
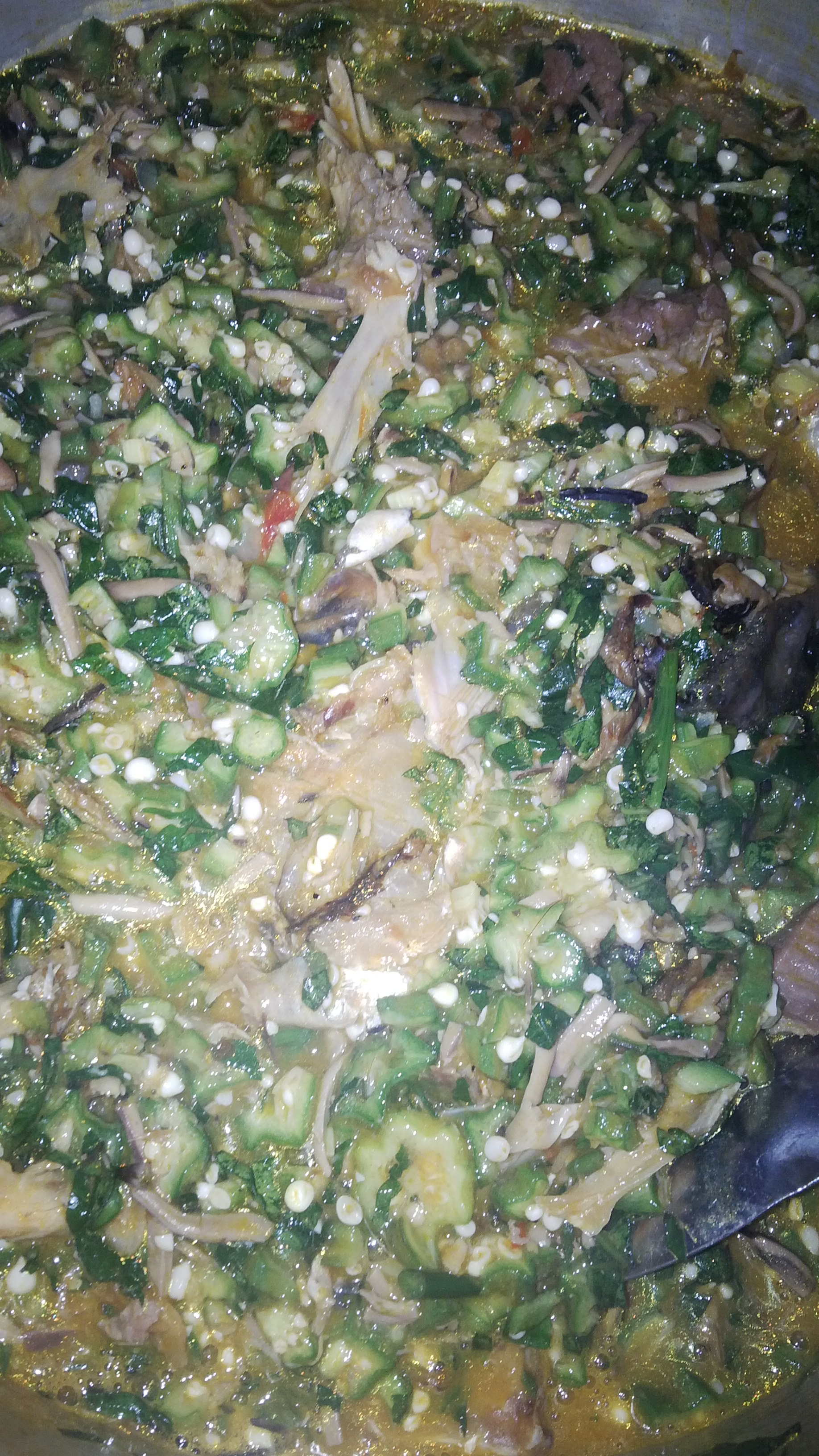
ナイジェリアのオクラスープ
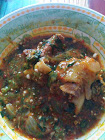

## 関連文献
- Good Housekeeping. (1889). p. 183 – Poor-Man's Okra Soup
- Fowler, D.L.; Carrington, J.R. (2008). The Savannah Cookbook. Gibbs Smith, Publisher. p. 60. ISBN 978-1-4236-0224-8
- Nzeadibe, R.E. (2009). The 2nd Migration. Xlibris Corporation. p. 55. ISBN 978-1-4653-2783-3[自主公表]